# ليليان بينس غريفين
ليليان بينس غريفين (بالإنجليزية: Lillian Baynes Griffin)‏ هي مصورة وصحفية أمريكية، ولدت في 1871، وتوفيت في 1916.